# Moskvič 408
La Moskvič 408 (in russo Москвич-408), talvolta chiamata anche M-408, è una berlina di fascia medio-bassa prodotta dalle fabbriche automobilistiche sovietiche MZMA (dal 1969 AZLK) e IZH dal 1964 al 1976, erede della famiglia Moskvich 402/407/403.

## Storia
La progettazione, ad opera di B. Ivanov, iniziò nel 1959, e il primo prototipo venne realizzato nel marzo 1961. La prima 408 di serie uscì dallo stabilimento MZMA di Mosca il primo agosto del 1964, mentre il debutto ufficiale al pubblico avvenne in ottobre.
La Moskvich 408 divenne (fino all'arrivo della VAZ 2101 Zhiguli nel 1970) praticamente l'unica berlina accessibile a quella parte del popolo sovietico abbastanza benestante per potersela permettere e che non aveva fiducia nei confronti delle auto di fascia bassa (la ZAZ 965 era ampiamente disprezzata).

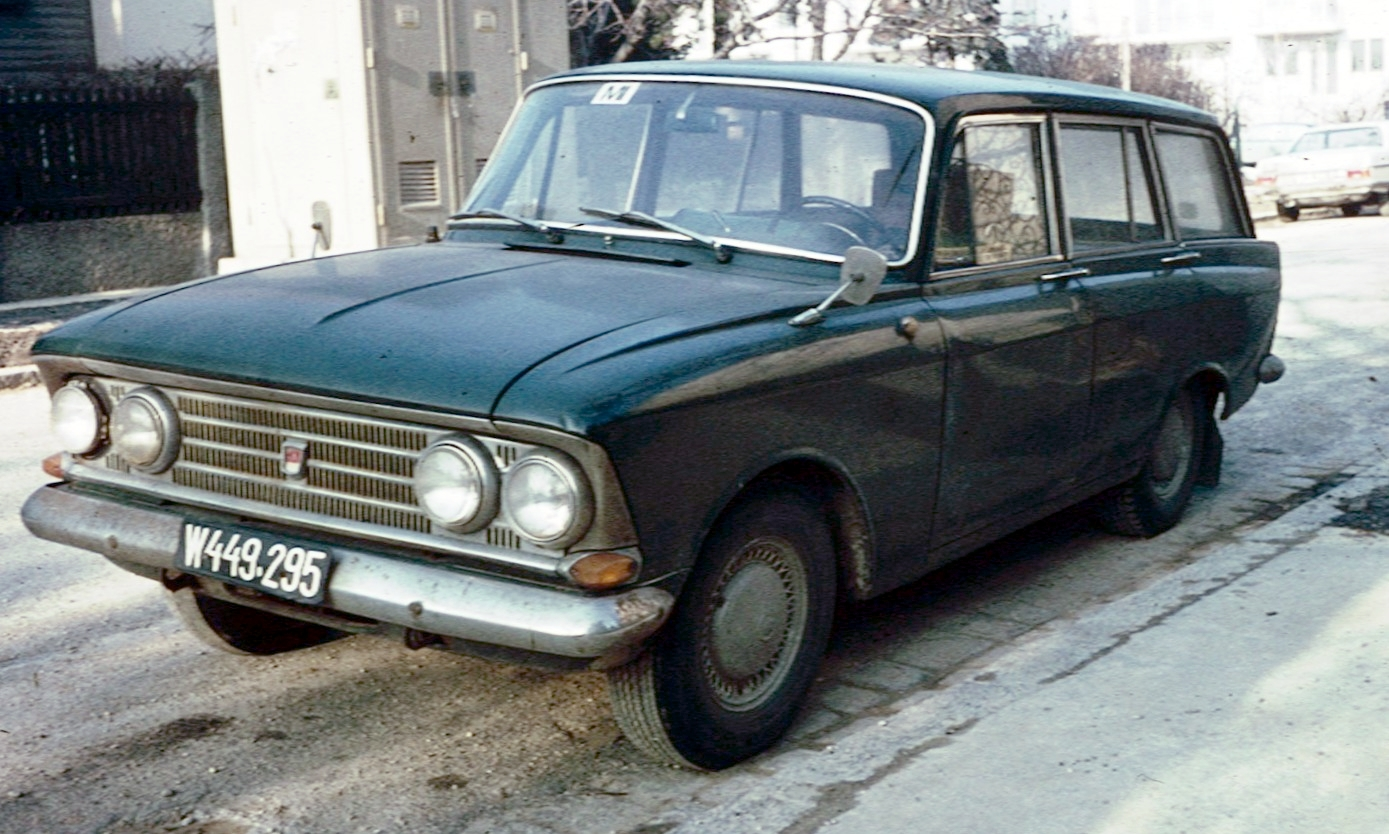
Una Moskvič 426

La meccanica era di impostazione convenzionale, con motore anteriore, trazione posteriore, freni a tamburo e cambio a 4 marce con leva al volante. La vettura era spinta da un 4 cilindri con distribuzione ad aste e bilancieri da 1358 cc e 50 CV di potenza (MZMA-408), per 130 Km/h di velocità massima, già impiegato sulla Moskvič 403.
Alla 408 berlina venne affiancata la Moskvič 426, con carrozzeria familiare.

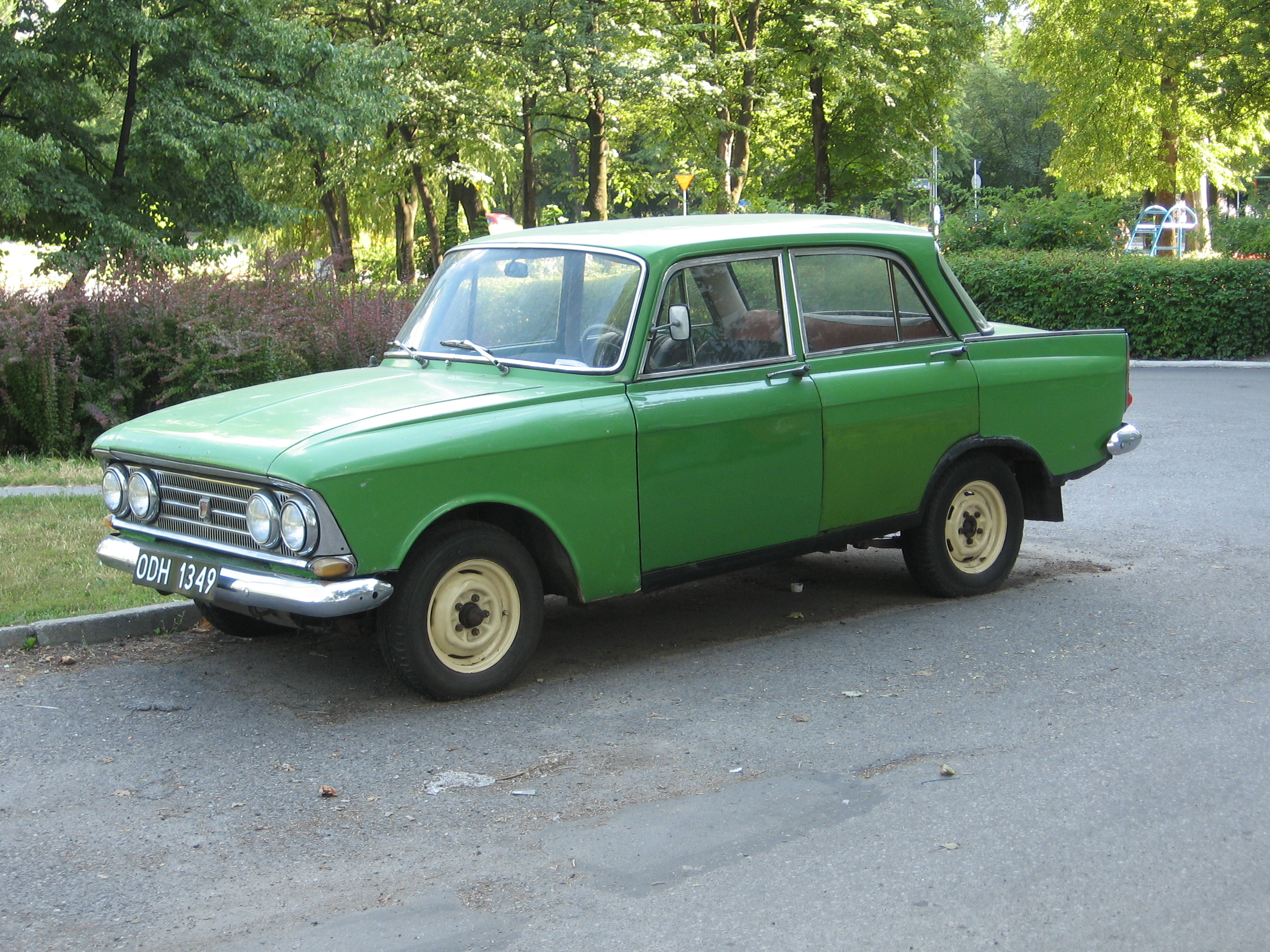
il frontale della Moskvič 408E (Export) del 1965.

Nel 1965 venne introdotta la Moskvič 408E (Export), caratterizzata da un nuovo frontale con 4 fari tondi e destinata prevalentemente all'esportazione. Infatti a partire da quell'anno l'Avtoexport (l'organo statale sovietico per le esportazioni di veicoli) diede il via all'esportazione della Moskvich 408 in tutti i paesi del blocco sovietico e anche in alcuni paesi occidentali, soprattutto Finlandia e Norvegia (dove nel dopoguerra le auto sovietiche ebbero da sempre un grande successo, complici i minori dazi doganali e la loro costruzione, molto favorevole ai climi nordici), ma anche nel Regno Unito, in Francia, nella Repubblica Federale Tedesca (per un breve periodo), nei Paesi Bassi e in Belgio, dove la Scaldia-Volga S.A. di Bruxelles montò, oltre al normale motore 1358 cc MZMA-408, un diesel Perkins. All'estero la vettura assume diverse denominazioni: Moskvitsh Elite (408 2 fari) e Elite De Luxe (408E 4 fari) in Finlandia, Moskvitch Carat in Norvegia, Moskvitch 1300 in Francia e Scaldia 1300/1400 in Belgio e nei Paesi Bassi. Le Moskvich 408 con specifiche export erano caratterizzate dalla targhetta posteriore Moskvich in alfabeto latino al posto di Москвич 408. Le Moskvitsh Elite finlandesi e le Scaldia assemblate in Belgio erano identificabili dalle targhette posteriori specifiche aggiuntive.
Nel 1966 venne introdotta la Moskvič 433, versione commerciale della 426 familiare caratterizzata dalla carrozzeria a 3 porte con fiancate completamente lamierate.
Il 20 agosto dello stesso anno venne prodotta la milionesima Moskvich, una 408 bianca.
Il 4 novembre dello stesso anno uscì dallo stabilimento Balkan di Loveč, in Bulgaria la prima Moskvich 408 assemblata in loco. La Balkan identificava le Moskvich con il nome Rila (dall'omonima catena montuosa bulgara), ma tale denominazione non comparve mai sull'esterno della vettura.
Nello stesso anno la produzione della Moskvich 408 iniziò anche nello stabilimento IZH di Iževsk; le IZH-Moskvič 408 erano praticamente identiche alle originali MZMA moscovite tranne che per il marchio "ИЖ" (IZH) sulla mascherina anteriore. La produzione della IZH-Moskvich 408 terminò dopo un solo anno; nel 1967, con l'introduzione della Moskvič  412, la MZMA la affiancò alla 408, mentre divenne l'unico modello prodotto dalla IZH.
Nel 1969 la Moskvich 408 viene sottoposta a un restyling che la rende praticamente identica alla coeva Moskvich 412, tranne che per il gruppo motore-cambio. Tale modello è identificato come Moskvič 408I/IE. A differenza delle precedenti 408, venne commercializzata solo in madrepatria e nel blocco sovietico, perché le esportazioni delle Moskvich nel resto d'Europa erano concentrate unicamente sulla 412 con motore 1478 cc. L'unica eccezione è la Finlandia, dove era commercializzata come Moskvitsh Elite 1300 M.
Nella metà del 1974 la leva del cambio venne spostata dal piantone del volante al pavimento, come sulla 412.
Nel 1976 la produzione delle Moskvich 408IE e 412 negli stabilimenti AZLK (nuova denominazione della MZMA) terminò, sostituite dalle loro evoluzioni, le Moskvich 2138/2140.